# Aeropuerto Internacional de Port-Gentil
El Aeropuerto Internacional de Port-Gentil es un aeropuerto en Port-Gentil, Gabón (IATA: POG, OACI: FOOG).

## Aerolíneas y destinos
| Aerolíneas                    | Destinos                                     |
| ----------------------------- | -------------------------------------------- |
| Equaflight                    | Pointe-Noire                                 |
| Gabon Airlines                | Libreville                                   |
| Nationale Regionale Transport | Libreville, Oyem                             |
| RegionAir                     | Douala, Malabo, Pointe Noire, Port Hartcourt |